# 麻雀の不正行為
麻雀の不正行為（マージャンのふせいこうい）では、麻雀において一般にイカサマ、サマ、裏芸と呼ばれる行為について概説する。
不正行為はゲームの公正さを著しく乱す行為として、単なるマナー違反やチョンボよりも重大な反則とされる。そのため雀荘においてイカサマが発覚した場合（他家から”待った!”と言われた時など）にはほぼ出入り禁止（出禁）の処分を受けることになる。

## 不正行為の手口

### ガン牌
牌にあらかじめ印や傷（ガン）をつけることにより、どの牌か判別する手法。すり替えと併用される事が多い。かつて牌の裏が竹でできていた時代には模様の僅かな差を読み取る手法も存在した。裏の素材の種類によって指紋などガンの種類を使い分けるケースもある。
人為的に傷などで印を付けてのガン牌であれば、発覚したら間違いなく不正行為であると言えるが、麻雀の漫画に出てくるような「元々牌の背中にある模様」「普通に牌を扱っている中でついた指紋や汚れ」等の微妙な差異を記憶してガン牌するようなパターンがもし実際にあった場合、それをも不正行為とするのかどうかは統一されたルールは無い。

### すり替え
山に積んである目当ての牌と、手牌やツモ牌を入れ替える技。単に自分にとっての好牌を引くためだけでなくドラ表示牌をすり替えたり、相手にロン牌をつかませたりするなど様々な目的で使われる。ただし、発見されないよう実行するのは非常に難しい。

#### エレベーター
仲間内で牌を入れ替える、もしくは予め余分にツモって必要な分だけを卓上に置いて他を利き手でない方の手に隠し持ち、必要に応じて手牌と隠し持った牌を入れ替える手法。エレベーターのように牌が卓上と卓の下を往来することからこう呼ばれる。しかし同種4枚の牌の内、1枚もしくは数枚が一時的にせよ減ったり増えたりするため、すり変える瞬間以外でもイカサマを発見されてしまう可能性があり、危険性も高い。また、多牌・少牌をとられるリスクもある。

#### ぶっこ抜き
別名「左手芸」。相手の隙を見て山の端の牌の何枚かを手牌と入れ替える手法。多くは後述の積み込みと併用される。仕込みが簡単なため、心得のある者が気軽に使ってしまう事もある。燕返しは、これを応用したものである。理牌時に限らず様々な場面で最も手軽に行え、なおかつ現場を確実に抑える事が極めて難しいイカサマとして知られている。疑わしい行為を見かけてもいきなり動くのではなくメンバーへの通報が推奨される。声を掛けられてもすぐに手を戻すだけで良く、現場を抑えるために手を掴んだとしても手牌と山を崩してしまえば証明のしようが無くなる上に殴られた、掴まれたと主張されると、最悪の場合は暴力行為として処されるリスクもある。

### 積み込み
山に自分が有利になるような牌を置いておく手法。戦後の復興期を舞台にした阿佐田哲也の小説『麻雀放浪記』には、積み込みを使う博打打ちが多数登場している。
手積みという過程があってこその技なので、全自動卓が使われるようになってからは、漫画などのフィクション以外ではほとんど見かけなくなっている。ただし、初期の頃の全自動卓は洗牌の精度の低さを逆手に取られ、特定の仕掛けを施した状態で牌を台の中に投入する事で積み込みに近い状態を作り上げるという手法が存在した（後述）。
代表的な積み込みには以下のような物がある。

#### 元禄・千鳥
ツモる順番が決まっていることを利用して、自分が自摸する牌に必要な牌を仕込んでおくもの。一気通貫や染め手を仕込む「一色元禄」、大三元を仕込む「三元牌元禄」などが存在する。1つの山に8-9牌仕込むことができるため、手牌の半分以上を仕込むことができるが、仕込んだ牌を集めるまでに時間が掛かり、また他の人の鳴きによって自摸順が崩れることがあるため、その場合はすり替える技と併用する必要が出て来る。

#### 燕返し
ぶっこ抜きを進化させたものであらかじめ自分の前にある牌山の中に聴牌、和了となる牌をまとめておき、他家の隙を突いて牌山と手牌をすべて入れ替えてしまう技。しばしば天和を和了する目的で行われる。
植田まさしの『フリテンくん』にて総替えの名で掲載された（あくまでもイカサマとしての存在を言うのみであり実行はしていない）。
映画版『麻雀放浪記』では真田広之が燕返しを披露している。

#### 爆弾
配牌（最初の手牌）をよくするために、最初に取り出す場所に牌を仕込むもの。三元牌8枚を仕込む「大三元爆弾」や、ドラを複数枚仕込む「ドラ爆弾」などが代表的である。6トンおきに仕込むことから六間積みとも呼ばれる。
基本は個人技であるが、中には二人で協力して字一色や大四喜を仕込むといった大技も存在する。後述の二の二の天和もその一種。

#### 二の二の天和
2人による爆弾を進化させた、親（東家）と南家が協力して天和を仕込む技。本来は積み込み防止のためであるサイコロの2度振りを逆に利用したイカサマで、2人の息が合って初めて成功する技。サイコロを2回振って2回とも2が出た時だけ成功し天和になることからこう呼ばれる。

#### 全自動卓における積み込み
（特に古い自動卓では）シャッフル精度の低い卓においては、特定の複数種類の数牌（3・5・7等）を固めて牌穴に投入することで意図的な対子場を作りやすくし、順子が作りにくくする事ができる。また、自動配牌型麻雀卓では配牌にこれらの牌が大半を占めるか、あるいは殆ど含まれなくなるため、より効果が大きくなる。
なお、自動配牌型麻雀卓は通常よりも機械が行う工程の多さからスピード重視の設計になっておりシャッフル精度が低いといわれている。初期の「初めて全自動卓を導入した時にいきなり国士無双が出て、こんなのダメだという結論に至り手積みに戻った」という伝説も、自動配牌型麻雀卓によるものといわれている。
これとは別にハウス側が全自動卓に細工をして積み込みを機械に行わせるケースや開店直後など客の少ないハウスにおいて、先客が全自動卓内部に積み込みを施した牌山を仕込んでいるケースもある。

#### ネット麻雀における積み込み
ネット麻雀（を含めたコンピューターゲームの麻雀）においては卓の物理的なシャッフル精度の低さといった問題や、特定の人間による「シャッフル精度低下のための細工」というものが入る余地が無いため、原則として積み込みは起こらない。
ただし、一部のゲームでは、点棒が少なくなり不利な状況のプレイヤーに有利になるような積み込み（負け補正）や、連勝中のプレイヤーに不利になるような積み込み（連勝補正）などが働くようにプログラムされているものがあり、他にも、何らかの漫画・アニメやゲームのキャラクターが関係する麻雀ゲームの場合などは、選択したキャラクターの個性がゲームに反映されるような積み込みなどがシステムにより行われることがある（兎オンラインなど）。
システム（サーバ）が自動的に行う「そういう趣向のゲーム」である為、ゲーム内では不正扱いにはならないが、国士無双の天和などといった極端な積み込みや「課金アイテムを買うことで形勢が有利になる」システムがあり、中には「そういう趣向」を超えて反感を覚えたユーザーからの批判を浴びることも多い。この場合批判はメーカーに向けられる。
そもそもプログラムミスによって特定の状況で極端に牌が偏る等といった現象は特定のプレイヤーが行っている不正行為ではないが、その性質上、感情論の対象となりやすい。
しかし、YouTubeなどを始めとする動画サイトには天和や極端なツモなどの珍しい事例（一部では完全なギャグとして）の数も確かに多いが、ネット麻雀のプレーヤー数という分母もある事から、それら映像記録としてアップされた極端な展開の場面が不正に当たる現象かどうかは定かではないが、そういう現象も現実として起きている。

### 通し（ローズ）
特定のプレイヤー同士がサインや隠語を用いて、聴牌または和了するために必要な牌を伝え合う手法。主に言葉で行う方法と、手や指のサイン・体の動かし方・捨て牌の並べ方・リーチ棒の置き方など動きで行う方法に分けられる。2(n)種類のローズを使用する事を2(n)色ローズと呼ぶ。何らかの動きがある以上、読まれてしまえば逆にこちらの情報が筒抜けになる危険性もはらんでいる。観戦者と特定のプレイヤーとが手を組み、他のプレイヤーの手牌を覗き見て種々の情報を伝達する場合もある（遠方から窓越しに望遠鏡で覗き見て、またはハウス側の人間がマジックミラーや隠しカメラで覗き見て携帯電話で伝達する手段もある）。
ネット麻雀ではネットという性質上、他家に知られないところで別途チャットする事が常に可能という事から、対局者同士の通しの有無は完全に各人の良心に任せられている。観戦機能を利用した、対局者の一人と観戦者の間での通し（殆どの場合、観戦者は4人の手牌を全て見る事が出来る）もあり得る。このため観戦者に手牌を公開しない、競技者と観戦者の会話を認めないプレイヤーも増えてきている。しかし、観戦者との通しについては、そもそも観戦機能を実装しない、実装していても観戦者は5〜10巡ほど遅れた状況しか観戦出来ない様になっているなど、システムで対策が取られている事も多い。後述のコンビ打ちも含めると、全てがイカサマとして扱われるわけではない点に注意が必要。
イカサマ麻雀に精通している小島武夫は、手積み全盛の時代に自身が出演したイカサマ解説ビデオにて「最も恐ろしい技」として紹介している。
例：アサヒマット　ア→萬子　サ→ソウズ　ヒ→ピンズ........などなど

### 拾い
河から自分が欲しい牌を拾う手法。逆に自分の不必要な牌を処理するためや、牌の入れ替えも含まれる。中途半端な腕では他家に露見する可能性が高く、高度な技術が要求される。ほぼ全ての雀荘に自動卓が普及した現代ではぶっこ抜きに次いで多用されるイカサマであり、単に牌の入れ替えに留まらず自分の河と手牌を入れ替えたり、様々な手法が存在し、ぶっこ抜きと併用されることもある。(ぶっこ抜きと同様、余程露骨でもない限り直接の指摘は控えた方が無難。勘違い、見間違いを主張されてしまうと証明が極めて困難でありトラブルの元となる。)

### コンビ打ち
複数のプレイヤーが手を組み、あらかじめ決めた（状況に応じて変化することもある）プレイヤーを勝たせるために他のプレイヤーがアシスト（必要牌を鳴かせたり、意図的な放銃を行う）する行為。また、前述の通し技を併用して行うこともある。競技麻雀のタッグ戦など、最初から協力関係が明確にされている場合は不正行為として扱わないこともある。

### 暗槓の偽装
4枚のうち両端または中央の2枚を裏返す事を利用して偽装の暗槓をすること。槓#暗槓の最後の文にもあるが、一般的にはカンと発声した時点で4枚全てを他家に公開しなければならない。押川雲太朗の漫画『根こそぎフランケン』には、窮地に陥った登場人物が暗槓の偽装によって辛くも難を乗り切るシーンがある（第2巻/東京カジノ編Vol.5/p24-p29/ISBN 4812451515）。暗槓の4枚をすべて明示させることで、この種の不正行為は未然に防止することができる (槓#cite_note-5より)。

### グラ賽（グラサイ）
グラサイとは、特定の目が出やすくなるように磁石や重りなどを仕込んで改造したサイコロのこと。主に積み込みと併用するために使う。

### 多重アクセス（ゴースティング）[2]
ネット麻雀にのみ存在する不正行為で、複数台のパソコンとIDを使用し一方で対戦を、もう一方は対戦中の卓を観戦することで全員の手牌が見えるようにする行為、または同一の卓に参戦して一方が他方に有利になるようなプレイ（コンビ打ち）をする行為。
ネット麻雀という特性上プレイヤーレベルでは認識できず、運営者による摘発がなければ発覚しない。手積みや自動卓時代には存在せず、インターネット時代になって新たに発生した唯一の不正行為である。
なお、アーケードゲームにおいては多重アクセスを防止するため全国対戦において同一店舗の対戦相手とはマッチングされないようになっている（『麻雀格闘倶楽部』の場合、ロケテスト中だけは同一店舗でのマッチングを行う）。

## その他
麻雀コンピュータゲームの中には、アイテムなどを利用して積み込みを行うものがある。「爆弾」のように配牌を良くするものが多い。また、相手の手牌を透明にしたり、振り込んだ牌を破壊して無効にしたり、どんなリーチでも一発でツモるようにしたりと超常的な力によるものもある。但しこういったアイテムは使用すること自体がルールに組み入れられており、ゲーム上合法である。
初期（1970年代末頃）のコンピュータ麻雀の中には、予めプレイヤー以外の全員に聴牌した手を与えておいて、決められた巡目になるまで和了牌が出ても見逃し続けるというものもあった。これは、当時のコンピュータの処理能力では人間プレイヤーに対抗できるだけの思考ルーチンを実装する事が出来なかったためである。
また脱衣麻雀などの麻雀アーケードゲームでコンピュータと対戦するとき、自分が聴牌したりリーチをかけるなどしてもコンピュータ側が和了牌を調べてそれらを絶対に打たないようにしたり、壁牌をすりかえてツモられないようにしたりしてプレイヤーに和了させない作品や、いきなりコンピュータが天和などの役満や清一色を和了する作品もある。これも広い意味では不正行為に該当するが、ゲームセンターの収支にも関連するためおおむね容認されている。またイカサマ技の代わりにいくつかの「イカサマアイテム」が存在し、主にゲーム前などに自分の点数で購入するというシステムを導入しているゲームソフトもある。
ゲームソフトによっては、これらのようなことをしないという意味で「イカサマなし」を売り文句にすることがある。ただし、コンピュータとの対戦時における軽度の積み込みやコンビ打ちに関しては例外としていることも多い。

## 著名な人物
- 桜井章一 - 現役時代、裏芸の名手として知られた。また、テレビ朝日系『ニュースステーション』のゲストコーナーにも出演した経験をもち、カメラの前で大三元爆弾や索子の積み込みを披露した。
- 小島武夫 - 競技麻雀のプロ雀士。麻雀の不正行為（いわゆるイカサマ技）の解説や解析においても熱心であるとされ、著書やビデオの中にはそのイカサマ技について詳述したものも出版している。

## 文献
- 別冊宝島309号『麻雀いっぱつ読本』〈宝島社〉 1997年5月3日発行 ISBN 4-7966-9309-2

### 小説
- 阿佐田哲也・著
  - 『麻雀放浪記 青春編』〈角川文庫〉
  - 『麻雀放浪記 風雲編』〈角川文庫〉
  - 『麻雀放浪記 激闘編』〈角川文庫〉
  - 『麻雀放浪記 番外編』〈角川文庫〉
  - 『牌の魔術師』〈角川文庫〉